# Mentoreffekt
Als Mentoreffekt wird in der Botanik ein Vorgang bezeichnet, der während der Bestäubung von Bedecktsamern stattfindet. Dabei wird durch die Keimung eines Pollenkorns, d. h. bei Hervortreten der Spitze des Pollenschlauchs aus einer Aperture, das Peptidhormon Phytosulfokin ausgeschüttet, sodass die Keimung auch an benachbarten Pollenkörnern stattfinden kann. Damit wird für eine zeitgleiche Entwicklung der Pollenschläuche und eine ausreichende Dichte von Pollenschläuchen im sogenannten Transmissionstrakt (TMT) oder Transmissionskanal im Griffel gesorgt, wobei der Transmissionskanal die Pollenschläuche zur Samenanlage leitet.